# Dzjerman (vattendrag)
Dzjerman (bulgariska: Джерман) är ett vattendrag i Bulgarien.   Det ligger i regionen Kjustendil, i den västra delen av landet, 70 km söder om huvudstaden Sofia.
Omgivningarna runt Dzjerman är en mosaik av jordbruksmark och naturlig växtlighet. Runt Dzjerman är det ganska glesbefolkat, med 30 invånare per kvadratkilometer.